# Henriette Carl

Henriette Carl

Henriette Bertha Carl (* 12. Juni 1805 in Berlin; † 18. März 1890 in Wien) war eine deutsche Opernsängerin in der Stimmlage Sopran.

## Leben
Henriette Bertha Carl wuchs nach Angaben von Adolf Bernhard Marx im Berliner Friedrichs-Stift, einem Waisenhaus für Soldatenkinder auf. Dort wurde auch ihr Talent entdeckt. Der königliche Chor-Direktor Leidel gab ihr ersten Gesangsunterricht.
Henriette Carl erhielt ihre weitere Gesangsausbildung bei Opernsängerin Amalie Schulz. Mit 21 Jahren konnte sie 1826 erfolgreich an der Berliner Hofoper in der Rolle der Pamina (Die Zauberflöte) debütieren.
Trotz ihres anfänglichen Erfolges nahm Henriette Carl weiterhin Unterricht und unternahm deshalb auch eine Studienreise nach Italien. Ab 1830 war sie nacheinander an den Opernhäusern in Turin, Rom, Bologna und Mailand (Scala) engagiert. Von Mailand aus ging sie für über ein Jahr nach Madrid an das Teatro Real.
Ab Frühjahr 1832 war sie für nahezu vier Jahre auf Gastspielreise durch Großbritannien, Holland, Belgien und Russland. Anfang 1836 wurde Henriette Carl an das königliche Hoftheater nach Stuttgart verpflichtet. Anfang 1840 startete sie wieder zu ausgedehnten Tourneen, bei denen überwiegend Konzertgesang und immer weniger Theateraufführungen dargeboten wurden. Größere Erfolge konnte sie aber auch hier verzeichnen; u. a. in den Konzerthäusern der k.u.k. Monarchie und denen Südosteuropas; 1843 hatte sie einige sehr erfolgreiche Auftritte in Konstantinopel.
Um 1855 zog sich Henriette Carl ins Privatleben zurück und ließ sich in Wien nieder. Dort starb sie im Alter von 84 Jahren.